# Jaimie Alexander
Jaimie Alexander (n. 12 martie 1984) este o actriță americană cunoscută în special pentru rolul lui Jessi în serialul Kyle XY și Sif în filmul Thor din 2011, continuarea sa, Thor: The Dark World din 2013, și Agents of S.H.I.E.L.D.

## Filmografie

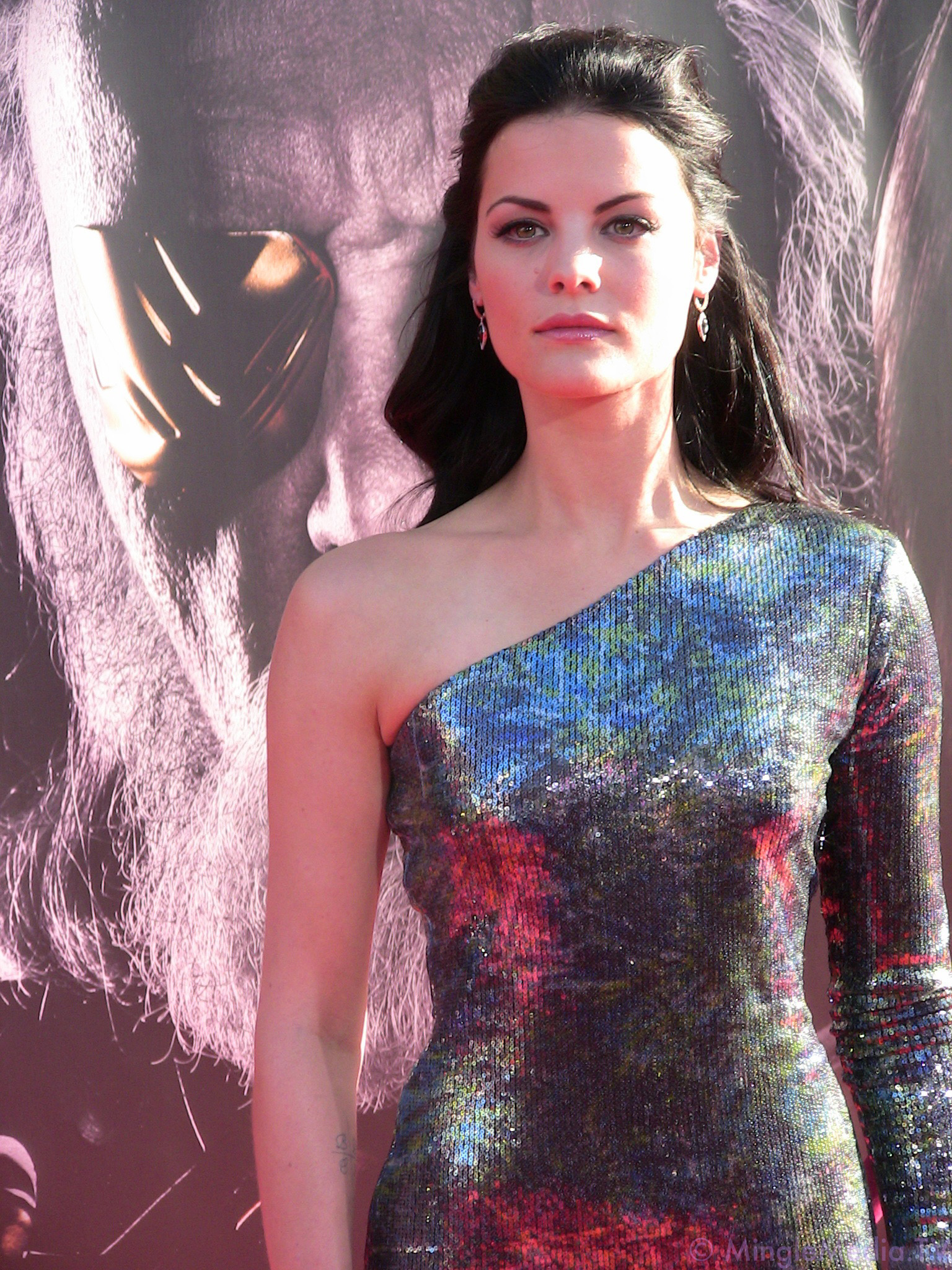
Alexander la premiera de la Hollywood a filmului Thor, mai 2011

### Film
| An   | Titlu                | Rol            | Note          |
| ---- | -------------------- | -------------- | ------------- |
| 2004 | Squirrel Trap        | Sara           |               |
| 2006 | Rest Stop            | Nicole Carrow  | Direct-to-DVD |
| 2006 | The Other Side       | Hanna Thompson |               |
| 2007 | Hallowed Ground      | Liz Chambers   |               |
| 2010 | Love & Other Drugs   | Carol          | necreditată   |
| 2011 | Thor                 | Sif            |               |
| 2012 | Loosies              | Lucy           |               |
| 2012 | Savannah             | Lucy Stubbs    |               |
| 2013 | The Last Stand       | Sarah Torrance |               |
| 2013 | Collision            | Taylor Dolan   |               |
| 2013 | Thor: The Dark World | Sif            |               |
| 2015 | London Fields        | Hope Clinch    |               |
| 2015 | Broken Vows          | Tara Bloom     |               |

### Televiziune
| An           | Titlu                             | Rol            | Note                                              |
| ------------ | --------------------------------- | -------------- | ------------------------------------------------- |
| 2005         | It's Always Sunny in Philadelphia | Tammy          | Episodul: "Underage Drinking: A National Concern" |
| 2006         | Standoff                          | Barrista       | Episodul: "Pilot"                                 |
| 2006–07      | Watch Over Me                     | Caitlin Porter | 58 episoade                                       |
| 2007–09      | Kyle XY                           | Jessi          | 33 episoade                                       |
| 2009         | Bones                             | Molly Briggs   | Episodul: "The Beaver in the Otter"               |
| 2009         | CSI: Miami                        | Jenna York     | Episodul: "Flight Risk"                           |
| 2011         | Nurse Jackie                      | Tunie Peyton   | 3 episoade                                        |
| 2011         | Covert Affairs                    | Reva Kline     | 2 episoade                                        |
| 2011         | The Birds of Anger                | Annie          | Short                                             |
| 2012         | Perception                        | Nikki          | Episodul: "Messenger"                             |
| 2014–15      | Agents of S.H.I.E.L.D.            | Sif            | 2 episoade                                        |
| 2016-prezent | Amnezia                           | Jane Doe       | 66 episode                                        |

### Joc video
| An   | Titlu                | Rol | Note |
| ---- | -------------------- | --- | ---- |
| 2011 | Thor: God of Thunder | Sif | Voce |

## Premii și nominalizări
| An   | Premiu        | Categorie                                      | Lucrare | Rezultat     |
| ---- | ------------- | ---------------------------------------------- | ------- | ------------ |
| 2008 | Saturn Awards | Best Supporting Actress in a Television Series | Kyle XY | Nominalizare |
| 2011 | Scream Awards | Best Supporting Actress                        | Thor    | Nominalizare |
| 2011 | Scream Awards | Breakout Performance-Female                    | Thor    | Nominalizare |